# Veratrina
La veratrina és un alcaloide esteroideu provinent de les plantes dels gèneres Veratrum i Schoenocaulon. Un cop s'absorbeix per la pell o les mucoses, actua com a neurotoxina. La seva diana son els canals de sodi dependents del voltatge del cor, els nervis i la membrana de les cèl·lules musculars.